# Río Gallegos (vattendrag)
Río Gallegos är ett vattendrag i Argentina.   Det ligger i provinsen Santa Cruz, i den södra delen av landet, 2 100 km sydväst om huvudstaden Buenos Aires.
Omgivningen kring Río Gallegos består i huvudsak av gräsmarker.